# Amt Dützen
Das Amt Dützen war ein Amt im ehemaligen Kreis Minden in Nordrhein-Westfalen mit Sitz in Dützen. Im Rahmen der nordrhein-westfälischen Gebietsreform wurde das Amt durch das Bielefeld-Gesetz zum 31. Dezember 1972 aufgelöst. Rechtsnachfolgerin des Amtes ist die Stadt Minden.

## Lage
Das Amt erstreckte sich westlich der Weser zwischen dem Wiehengebirge und der Bastauniederung. Von den Ämtern des Kreises Minden war das Amt Dützen am stärksten nach Minden orientiert. Das Amt umfasste im Wesentlichen, abgesehen von Bölhorst, ursprünglich rein bäuerlich geprägte Dörfer, die sich perlschnurartig am Nordhang des Wiehengebirges von der Wallücke bis zur Porta Westfalica aneinanderreihten.

## Vorgeschichte
Die Orte des späteren Amtes Dützen gehörten bis zur Franzosenzeit zum Amt Hausberge des Fürstentums Minden. Von 1807 bis 1810 gehörte das gesamte Gebiet zum napoleonischen Satellitenstaat Königreich Westphalen. Während dieser Zeit bildeten die Orte Barkhausen, Bölhorst, Dehme, Dützen, Eidinghausen, Haddenhausen, Mennighüffen, Obernbeck, Oberlübbe, Rothenuffeln, Ulenburg, Unterlübbe, Volmerdingsen, Werste, Wulferdingsen den Kanton Haddenhausen im Distrikt Minden des Königreichs. Dieser Kanton hatte im Jahr 1808 6.936 Einwohner.
Bei der Annexion großer Teile Norddeutschlands durch Napoleon Bonaparte fiel von 1811 bis 1813 das gesamte Gebiet an das Kaiserreich Frankreich und gehörte dort zum Arrondissement Minden im französischen Departement der Oberen Ems. Gemäß der in Frankreich üblichen Verwaltungsstruktur wurden mehrere Mairien (Bürgermeistereien) eingerichtet:
- Die Mairie Dützen mit den Orten Barkhausen, Bölhorst, Dützen und Häverstädt
- Die Mairie Bergkirchen mit den Orten Bergkirchen, Haddenhausen, Oberlübbe, Rothenuffeln und Unterlübbe
- Die Mairie Eidinghausen mit den Orten Eidinghausen und Werste
- Die Mairie Volmerdingsen mit dem Ort Volmerdingsen
- Die Mairie Wulferdingsen mit dem Ort Wulferdingsen

Nach der napoleonischen Niederlage fiel ganz Minden-Ravensberg 1813 zurück an Preußen. Bei der Kreiseinteilung der neuen Provinz Westfalen im Jahr 1816 kamen alle Orte des späteren Amtes Dützen zum neuen Kreis Minden.
Die Verwaltungsgliederung des neuen Kreises Minden basierte im Wesentlichen auf den in der Franzosenzeit eingerichteten Verwaltungseinheiten. Die vereinigten Mairien Bergkirchen, Dützen, Eidinghausen, Volmerdingsen und Wulferdingsen bildeten nun den Verwaltungsbezirk Dützen im Kreis Minden.

## Geschichte
Bei der Einführung der westfälischen Landgemeinde-Ordnung von 1841 wurde 1843 im Kreis Minden aus dem Verwaltungsbezirk Dützen das Amt Dützen gebildet. Bergkirchen wurde keine eigene Landgemeinde, sondern Teil der Gemeinde Volmerdingsen. Die Gemeinden Eidinghausen, Volmerdingsen, Werste und Wulferdingsen wechselten 1851 zum Amt Rehme. Etwa seit den 1930er Jahren lautete der amtliche Name der Gemeinde Barkhausen Barkhausen an der Porta.
Das Amt Dützen umfasste damit die folgenden acht Gemeinden:
- Barkhausen an der Porta
- Bölhorst
- Dützen
- Haddenhausen
- Häverstädt
- Oberlübbe
- Rothenuffeln
- Unterlübbe

Im Rahmen der nordrhein-westfälischen Gebietsreform wurde das Amt Dützen zum 1. Januar 1973 durch das Bielefeld-Gesetz aufgelöst:
- Bölhorst, Dützen, Haddenhausen und Häverstädt wurden Teil der Stadt Minden.
- Barkhausen an der Porta wurde Teil der Stadt Porta Westfalica.
- Oberlübbe, Rothenuffeln und Unterlübbe wurden Teil der Gemeinde Hille.

Minden, Porta Westfalica und Hille wurden Teil des neuen Kreises Minden-Lübbecke.

## Einwohnerentwicklung
| Jahr | Einwohner | Quelle |
| ---- | --------- | ------ |
| 1843 | 09.007    | [ 9 ]  |
|      |           |        |
| 1864 | 06.717    | [ 10 ] |
| 1871 | 06.450    | [ 9 ]  |
| 1885 | 06.795    | [ 11 ] |
| 1910 | 09.922    | [ 12 ] |
| 1925 | 10.422    | [ 13 ] |
| 1939 | 11.654    | [ 13 ] |
| 1950 | 15.202    | [ 14 ] |
| 1961 | 15.280    | [ 14 ] |
| 1970 | 17.070    | [ 14 ] |

Das Amt wurde 1851 deutlich verkleinert.